# 特羅斯強卡 (羅日謝區)
50°51′24″N 25°11′33″E / 50.85667°N 25.19250°E
特羅斯強卡（烏克蘭語：Тростянка），是烏克蘭的村落，位於該國西部沃倫州，由盧茨克區負責管轄，始建於1946年，面積1.22平方公里，海拔高度191米，2001年人口303，人口密度每平方公里248.36人。